# Павловиці (Піньчовський повіт)
Павловиці (пол. Pawłowice) — село в Польщі, у гміні Міхалув Піньчовського повіту Свентокшиського воєводства.
Населення — 256 осіб (2011).
У 1975-1998 роках село належало до Келецького воєводства.

## Демографія
Демографічна структура на день 31 березня 2011 року:
|          | Загалом | Допрацездатний вік | Працездатний вік | Постпрацездатний вік |
| -------- | ------- | ------------------ | ---------------- | -------------------- |
| Чоловіки | 119     | 26                 | 85               | 8                    |
| Жінки    | 137     | 31                 | 70               | 36                   |
| Разом    | 256     | 57                 | 155              | 44                   |